# ジョン・ベイリャル (スコットランド王)
ジョン・ベイリャル（John Balliol, 1249年? - 1314年11月25日）は、スコットランド王（在位：1292年 - 1296年）。

## 生涯
父はジョン・ベイリャル（1269年没）。母デヴォグィラは、ウィリアム1世の弟ハンティンドン伯デイヴィッドの長女マーガレットとアラン・オブ・ギャロウェイとの間の娘であった。妻のイザベルはヘンリー3世の異父妹アリス・ド・リュジニャンと後にスコットランド総督となった6代サリー伯ジョン・ド・ワーレンとの娘（つまりエドワード1世の従姉妹）である。
1290年女王マーガレットの死去により、ダンカン1世以来のアサル王家の直系が絶えたため、王位の座をめぐって13人の王位継承者たちの争いとなった（スコットランド独立戦争#王位継承者問題を参照）。
1291年、スコットランド支配を狙うイングランド王エドワード1世がこの争いに介入し、裁定者としてジョン・ベイリャルを王位継承者に選んだ。長系継承者であることが公式の理由であるが、イングランド王家と近かったこと、御しやすい人物と思われた等が理由として推測されている。翌1292年、ジョン・ベイリャルはスクーンの運命の石の上で戴冠した。
スコットランド王となったジョン・ベイリャルであったが、イングランド王に対しての臣従を誓わされ、エドワード1世の完全な傀儡であった。しかし、ジョン・ベイリャルは1294年にフランスへの兵員動員を拒否し、フランス王フィリップ4世と同盟（いわゆる古い同盟）を結んだ。1296年4月、ジョン・ベイリャルはイングランド王に対する臣従を拒否し、北部イングランドへ侵攻した。しかし、エドワード1世にダンバーで大敗し、一旦は逃れたものの、7月10日ストラカスロで降伏して、王冠を捨てた。
廃位されたジョンは長男エドワードとともにロンドンに送られ、3年間ロンドン塔に幽閉された。1299年、釈放されたジョン・ベイリャルはフランス・ピカルディの所領に引退し、15年後の1314年に没した。

## 子女
1281年2月7日以前に、イザベル・ド・ワーレンと結婚し、2男をもうけた。
- エドワード（1283年頃 - 1365年頃） - スコットランド王（1332年 - 1356年）
- ヘンリー（? - 1332年） - 内戦で殺害される